# Гіренай
Гіренай — село у Шакяйському районі, біля східної околиці міста Шакяй.             

## Туристичні місця
На території села розташований Гіренайський ставок .

## Історія
Село згадується в писемних джерелах з 1719 року до 1934 року. Тоді його називали Керес.

## Населення
Станом на 2021 рік у селі проживає 574 особи